# Mjöllöss
Mjöllöss (Aleyrodidae), ofta kallade "vita flygare", är en familj små, 1 till 2 millimeter långa insekter i ordningen växtsugare. De vuxna djuren har två par ungefär lika stora vingar som är täckta av ett mjölliknande vaxlager, vilket gör att de liknar små vitvingade fjärilar.
Mjöllöss producerar – precis som bladlöss – honungsdagg. De suger i sig växtsafter både som larver och fullbildade och håller sig till en bestämd värdväxt.
Trialeurodes vaporariorum, den allmänna växthusmjöllusen – en av cirka 15 i Sverige förekommande arter – är en svår skadegörare på bland annat tomatplantor i växthus. Den bekämpas med gott resultat biologiskt med hjälp av parasitstekeln Encarsia formosa.